# Alexander Russell
Pour l’article homonyme, voir Alexander Russell (compositeur).
Alexander George Russell (16 septembre 1821 – 10 janvier 1907), est un général de l'armée britannique. Il sert pendant le Siège de Sébastapol pendant la Guerre de Crimée.

## Famille
Russell est né à Woburn, Bedfordshire, le fils de John Russell (6e duc de Bedford) et de sa seconde épouse, Lady Georgina (ou Georgiana) Gordon, fille d'Alexander Gordon (4e duc de Gordon), bien qu'il ait été affirmé que le père de Russell est le peintre Edwin Landseer, qui a une longue liaison avec la duchesse de Bedford. Il est le demi-frère de Francis Russell, 7e duc de Bedford, Lord George Russell et John Russell, 1er Comte Russell et le frère de Lord Edward Russell et Lord Charles Russell.

## Militaire de carrière
Russell rejoint l'armée le 11 juillet 1839, quand il achète une commission, comme sous-Lieutenant dans la brigade des fusiliers et en devient colonel. Il sert durant le Siège de Sébastopol pendant la Guerre de Crimée. Il devient Officier Général Commandant le Sud-est du District en avril 1877 et Commandant des Troupes Britanniques au Canada en mai 1883 et est nommé Grand-Croix de l'Ordre du Bain (GCB), après avoir été Compagnon de l'Ordre du Bain (CB).

## Mariage et enfants
Russell épouse Anne Emily Worsley Holmes, fille de Sir Leonard Worsley Holmes, baronnet, le 3 juillet 1844. Ils ont deux enfants:
- Alexander Gordon Russell (11 juillet 1854–4 juin 1917); devenu capitaine dans l'armée britannique.
- Léonard George Russell (6 juin 1858–7 avril 1946) major dans l'armée britannique.

Lady Alexander Russell est mort en octobre 1906. Russell ne lui a survécu que trois mois et est décédé à Woodeaton, Oxfordshire, en janvier 1907, à l'âge de 85 ans.